# 25544 Renerogers
25544 Renerogers (tên chỉ định: 1999 XU161) là một tiểu hành tinh vành đai chính. Nó được phát hiện bởi dự án Nghiên cứu tiểu hành tinh gần Trái Đất Lincoln ở Socorro, New Mexico, ngày 13 tháng 12 năm 1999. Nó được đặt theo tên Rene Rogers, an American educator ở The Woodlands, Texas.